# Blancoa
Blancoa é um género botânico pertencente à família Haemodoraceae. O nome do gênero foi dado por Blume em homenagem ao botânico espanhol Francisco Manuel Blanco.